# Möbelwerkstatt am Bauhaus
Die Möbelwerkstatt am Bauhaus, auch als Tischlereiwerkstatt bezeichnet, war eine Werkstatt am Staatlichen Bauhaus. Sie bestand von 1919 bis 1933, zunächst in Weimar und ab 1925 in Dessau.

## Beschreibung

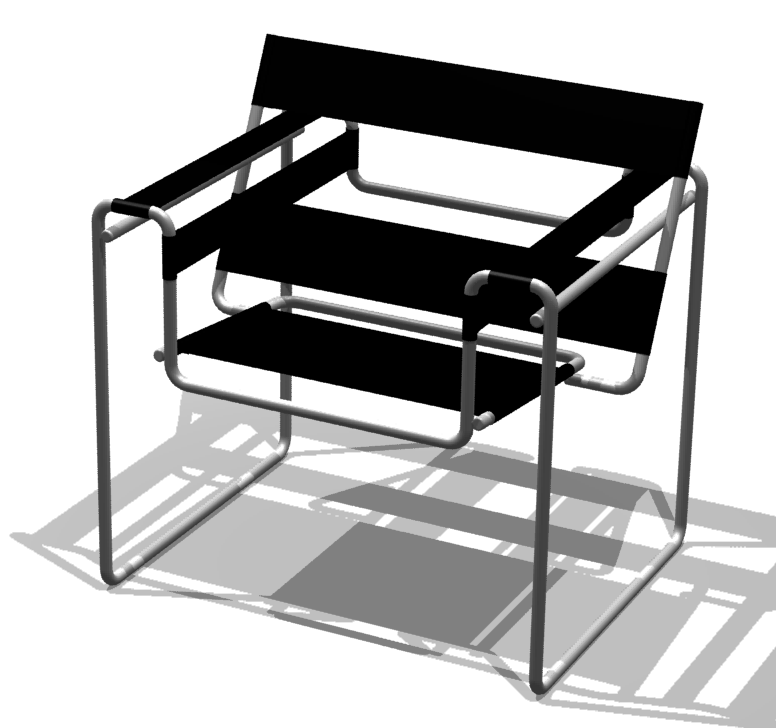
Clubsessel B 3 von Marcel Breuer, bekannt als „Wassily-Chair“

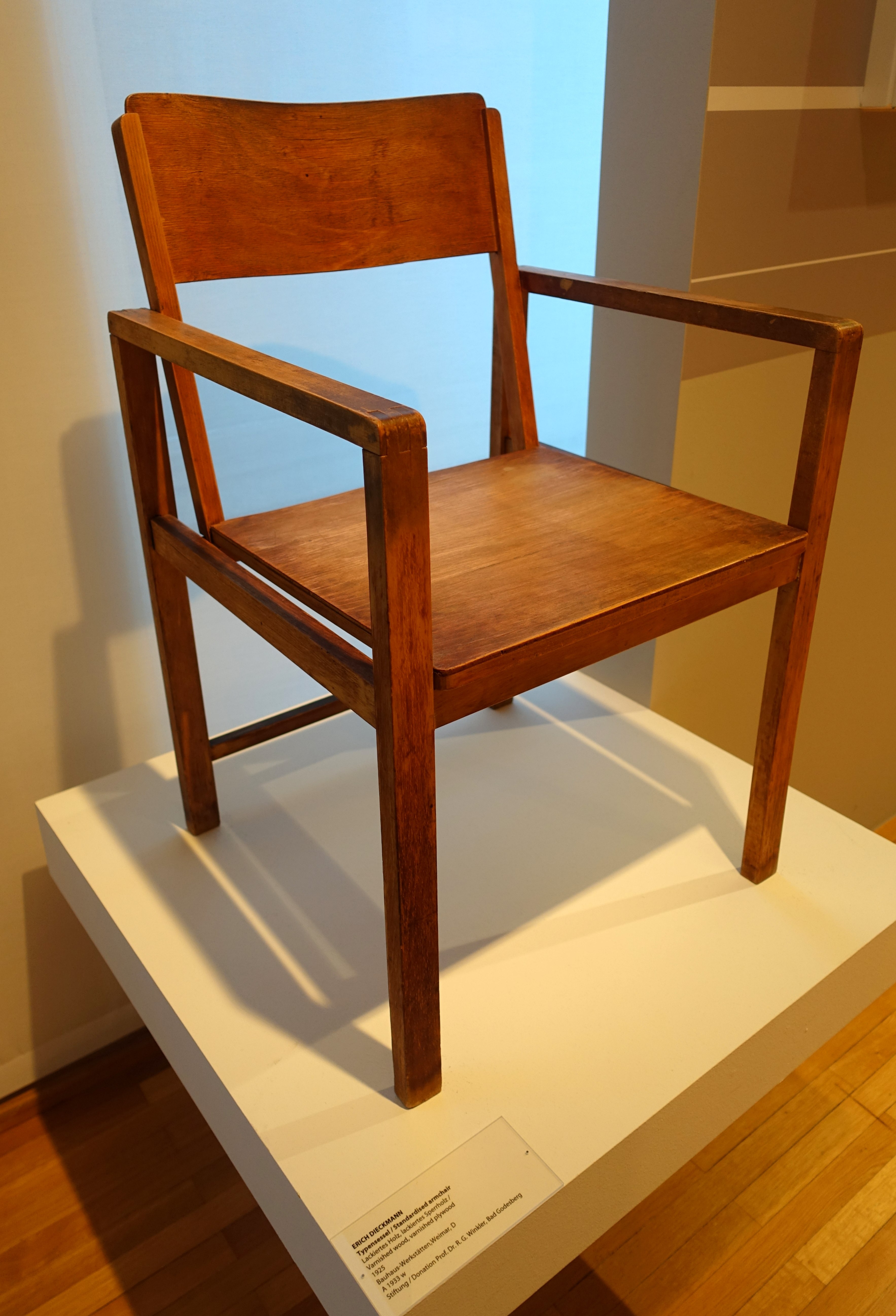
Standardisierter Sessel (Typenmöbel), entworfen von Erich Dieckmann, Bauhaus-Werkstätten, Weimar, 1925, lackiertes Holz, lackiertes Sperrholz

Die Möbelwerkstatt war eine der ersten Werkstätten am Bauhaus. Geleitet wurde sie anfangs von Johannes Itten als Formmeister, bis sie 1921 Walter Gropius übernahm. Nach dem Wechsel des Bauhauses von Weimar nach Dessau 1925 übernahm Marcel Breuer bis 1928 die Leitung, der einer der ersten Gesellen der Werkstatt war. Nach Breuers Weggang, wurde im selben Jahr Josef Albers zu seinem Nachfolger. In Weimar wurden die Möbel zunächst eher traditionell-handwerklich gefertigt und waren vom Expressionismus der frühen Weimarer Zeit des Bauhauses geprägt. Ein Beispiel dafür ist der Afrikanische Stuhl von Marcel Breuer. Mit seinem 1922 entworfenen konstruktivistischen Lattenstuhl ti 1a begann die Hinwendung der Möbelwerkstatt zu Typenmöbeln aus standardisierten Bauteilen. Die Werkstatt entwarf vor allem Prototypen, die für eine industrielle Produktion vorgesehen waren. Außerdem produzierte sie Möbel in Kleinstserien. Mit dem Wechsel des Bauhauses nach Dessau 1925 wurde aus der Möbelwerkstatt die Tischlerei und ab 1929 die Ausbauwerkstatt Tischlerei.
Dort entwarf der neue Direktor Hannes Meyer die Volkswohnung, deren Ausstattung die Werkstatt herstellte.
Nach der Verlegung des Bauhauses nach Dessau, übernahm Erich Dieckmann die Leitung der Möbelwerkstatt in Weimar von April 1925 bis März 1926 gemeinsam mit Werkmeister Reinhold Weidensee.
Mit Möbeln aus der Werkstatt wurde 1923 das Musterhaus Am Horn in Weimar ausgestattet. Das Gropius-Zimmer in Weimar erhielt von der Werkstatt eigens dafür entworfene Möbel. Zu bekannten Produkten zählen die ab 1925 von Marcel Breuer entwickelten Stahlrohrmöbel, wie der Wassily Chair. Ein Designklassiker aus der Werkstatt ist auch Peter Kelers Bauhaus-Wiege.

## Bekannte Schüler
In Zeitraum von vier Jahren studierten in Weimar in der Tischlerwerkstatt 34 Lehrlinge.
Von den Studenten erwarben den Gesellenbrief, Hans Fricke, Felix Klee, Ernst Dickmann, Erich Consemüller, Erich Brendel und Marcel Breuer, am Bauhaus in Dessau waren es, Ernst Gebhard, Hans Georg Groß, Heinz Tetzner und Franz Ehrlich. Das erste Bauhaus Diplom erlangte im Jahr 1929 Peer Bücking. Im Jahr 1928 stieg die Studentenzahl in Weimar im Durchschnitt um 11 und am Bauhaus in Dessau bis auf maximal 22 Studierende.
- Wera Meyer-Waldeck